# 菜種油
菜種油（なたねあぶら、なたねゆ、英: rapeseed oil）とは、主にセイヨウアブラナから採取した植物油脂の一種。食用及び食品加工用に使われる。灯火の燃料としても利用されていた。
キャノーラ油 (英: canola oil) は、菜種油のうち、特に品種改良によって育種されたエルカ酸（エルシン酸）とグルコシノレートの含有量を抑えたキャノーラ品種から採油されたものをいう。カノーラ油ともいい、カナダで開発されたためこの名が付けられた。この品種改良までエルカ酸（エルシン酸）とグルコシノレートの存在が食用上の課題となっており、米国では1985年まで食用が規制されていた。

## 歴史

### 食用上の課題
菜種油は灯明油や食用として利用されてきたが、食用とするには二つの問題があったとされ、その一つはエルカ酸（エルシン酸）など高融点を示す一価不飽和脂肪酸の含量が多いこと、もう一つはグルコシノレートを含むことであった。
前者のエルカ酸（エルシン酸）は過剰摂取により心臓病などの心臓障害を引き起こす有害な脂肪酸で、動物実験からこれを多量に含む餌を与えながら長期飼育すると心筋に影響することが知られていた。従来品種のナタネ油はエルカ酸（エルシン酸）が40%以上を占めることもあった（エルカ酸を含む種類の組成は、エルカ酸25%–48%、オレイン酸13%–51%、リノール酸20%–27%、リノレン酸8%–16%、ほかパルミチン酸、ステアリン酸数%である）。
また、後者のグルコシノレートについても、多量摂取は甲状腺障害に関与するとされ、健康面への懸念があった。グルコシノレート類には、約120の含硫化合物があることが知られており、特にナタネ種子には、ヒトを含む動物に対して、甲状腺腫を誘導するゴイトリンの前駆体のプロゴイトリンが多く含まれている。
このような理由から米国では1985年1月28日にエルカ酸含有量が2%以下であることを基準として認可されるまで食用が禁止されていた。

### キャノーラ品種の育種

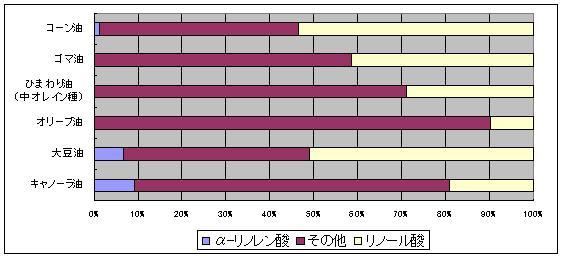
食用油の必須脂肪酸

1974年、主要生産国であるカナダでエルカ酸（エルシン酸）とグルコシノレート含有量を抑えたダブルロー（“double low”）と呼ばれる特性をもつ品種“tower”が交配育種により開発された。このエルカ酸（エルシン酸）とグルコシノレートの含有量を抑えたセイヨウナタネの品種群が、作出地のカナダ（Canada）に因むキャノーラ種（canola）である。そして北米で従来のイメージを一新するために、ダブルローのこの油が「キャノーラ油」として販売されるようになった。
カナダでは2003年にカナダキャノーラ会議が「キャノーラ」について「エルシン酸が2%以下含量であり、グルコシノレート含量が搾油後の油粕（風乾物）の30μmol/ｇ以下」と定義している。
キャノーラの不飽和脂肪酸は、オレイン酸が約60%と最も多く、以下リノール酸21%–32%、α-リノレン酸9%–15%、パルミチン酸約5%、ステアリン酸約2%であり、エルカ酸は1%未満である。キャノーラ油は、ω-3脂肪酸とω-6脂肪酸の比率は 1:2で一般的な食用油として他に例を見ない理想的な比率を保ち（ω-3脂肪酸及びω-6脂肪酸を参照のこと）、残りの大半は一価不飽和脂肪酸のオレイン酸であり、飽和脂肪酸は一割未満であるので心臓病予防の観点からも優れた脂肪酸組成を有している。
ただ、欧米では、遺伝子組換え技術を利用した品種が主力であり、カナダを中心に生産され、遺伝子組換え作物（GMO）として、大量に日本に輸出されている。なお、菜種油には遺伝子組み換え食品の表示義務は無い。 
- ラウンドアップ・レディー（Roundup Ready, RR）品種 - グリホサート耐性。米国モンサント社（2016年にバイエルが買収）が開発した、除草剤（商品名：ラウンドアップ）耐性農作物の総称。
- リバティーリンク（Liberty Link, LL）品種 - グルホシネート耐性。ドイツ・バイエルクロップサイエンス社（2018年に当該製品等の事業をBASFに売却）が開発した除草剤（商品名：バスタ）耐性農作物の総称。

### 生産と流通
| 国       | 生産量 (t) |
| -------- | ---------- |
| 中国     | 5,702,700  |
| ドイツ   | 3,540,557  |
| カナダ   | 3,116,100  |
| インド   | 2,473,000  |
| フランス | 1,914,600  |
| 日本     | 1,073,881  |
| 世界     | 25,944,831 |

2014年時点での菜種油の世界生産高は約2600万トンである。主要生産国は中国、ドイツ、カナダであり、これら3国で世界生産の47%を占める。2016年の菜種油の最大輸出国はカナダであり、同国の生産高の約94%に当たる290万トンを輸出している。
2016年の全世界における植物油の生産量は、パーム油・大豆油・菜種油・ひまわり油の順で3番目となっている。日本では菜種油が食用油の全生産量の6割を占めている。
2019年3月6日、中国はカナダ産キャノーラの輸入を「税関が危険な有害生物を何度も検出したため」中止したことを発表。この輸入差し止め措置は、中国ファーウェイのCEOがアメリカ合衆国の要請を受けてカナダで逮捕された事件の報復として疑われており、カナダの外相は記者会見で中国政府を非難した。中国向けのカナダ産キャノーラは、2018年実績の輸出額として50億カナダドル相当、量としてほぼ約500万トンが宙に浮くこととなった。
世界の菜種油取引の標準価格はICEフューチャーズ・カナダ（旧ウィニペグ商品取引所）のキャノーラ先物取引価格である。

## 用途

### 食用
東洋においては古くから食用として用いられていたが西洋においては近代まで食用としてはあまり用いられておらず照明や潤滑用途が主であった。西洋において食用油として多く用いられ始めたのは第二次世界大戦後であり当時は含まれるクロロフィルによる色味や独特の風味により広くは受け入れられなかった。また上述の様に健康問題が提起されため本格的に普及するのはキャノーラ種の栽培以降となる。
食用としては食品に加えたり料理時に使用される。必須脂肪酸を多く含む一方で食用油中では飽和脂肪酸が最も低いとされる。
白絞油は油揚げの揚げ油としてよく使われる他、天ぷらや炒め物用の油として使われる。
原料の菜種を焙煎して搾油したものは赤水または赤湯と呼ばれ、ナタネ本来の色や風味が強く揚げ油に使用される。

### 燃料
歴史的に洋の東西を問わず照明の燃料として広く用いられており石油燃料が普及するまで多く用いられていた。
バイオディーゼル燃料として世界的に需要の増加がみられる。これは燃料用途では多くの国で硫黄含有量を規制している。
日本では江戸時代に搾油法が開発され、燈明油としてナタネが広く栽培されるようになった。伊勢神宮、東大寺、比叡山延暦寺などの神社仏閣では菜種油による灯明が用いられている。

### 潤滑
C22:1という超長鎖脂肪酸であるエルカ酸を多く含むという特徴と多価不飽和脂肪酸が比較的少ない事からヒマシ油を除く他の動植物油よりもやや粘度が高く潤滑性も優れており酸化安定性も比較的良好であるため古くより潤滑油として用いられていた。鉱油が全盛となる第二次世界大戦頃までは広く用いられていた。
ただし現在流通している食用菜種油はエルカ酸がC18:1のオレイン酸に置き換わっているため高エルカ酸の菜種油とは粘度や潤滑性などが異なるので注意点が必要となる。
現在でも生分解性の潤滑油の基油などとして潤滑用途で利用されているが、潤滑用途としては高エルカ酸の菜種油が用いられる事がある。

### その他の用途
整髪用の鬢付け油の主原料は菜種油を精製した「しらしめ油」と木蝋である。
なお、日本薬局方にはセイヨウアブラナ又はアブラナの種子から得た脂肪油として収載がある。
油の燃焼時に出る煤と膠で作られる油煙墨の原料として菜種油が製墨で用いられる。国内では菜種油が安価となった安土桃山時代以降から盛んに用いられ、現在においても製墨で用いられる。